# 아동기 기억상실
아동기 기억상실(childhood amnesia)은 대부분의 성인이 3~4세 이전에 일시적인 기억(상황이나 사건에 대한 기억)을 회상하지 못하는 현상이다. 또한 특히 3세에서 6세 사이에 발생하는 어린 시절의 기억이 부족하거나 단편화되는 현상을 의미할 수도 있다. 평균적으로 이 단편화된 기간은 약 4.7세에 사라진다. 특히 5~6세 정도는 자서전적 기억이 안정되어 성인과 동등한 것으로 생각되는 시기이다. 일부 사람들은 인지적 자아의 발달이 초기 기억을 암호화하고 저장하는 데 영향을 미치는 것으로 생각한다.
일부 연구에 따르면 어린이는 3세 이전의 사건을 기억할 수 있지만, 나이가 들면서 이러한 기억력이 저하될 수 있다. 심리학자들은 아동기 기억상실증의 발병을 정의하는 데 있어 서로 다르다. 일부에서는 이를 첫 번째 기억을 검색할 수 있는 나이로 정의한다. 이는 일반적으로 세 번째 생일이지만 일반적으로 3~4년이 될 수도 있다.
아동기 기억상실을 고려할 때 유아기 기억의 인코딩, 저장 및 검색의 변화는 모두 중요하다.

## 같이 보기
- 인지심리학
- 발달심리학
- 해리성 기억상실
- 신경과학